# Gottlob Berger
Gottlob Christian Berger (16. července 1896, Gerstetten – 15. ledna 1975, Stuttgart) byl nacistický důstojník a politik v letech druhé světové války.

## Život

### Druhá světová válka
Dne 1. srpna 1938 vstoupil do SS a stal se Himmlerovým pobočníkem spolu s Alfredem Rosenbergem. Později, jako jeden z velitelů okupační armády na Slovensku, pomáhal potlačovat Slovenské národní povstání. Obci Kamenná / Bergersdorf udělil titul SS-dorf, aby povzbudil nábor protektorátních Němců ke zbraním SS.

### Po druhé světové válce

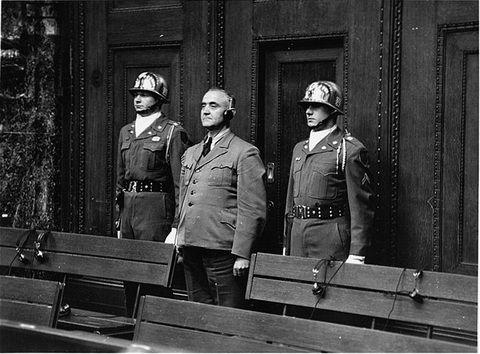
Berger v Norimberském procesu

V Norimberských procesech dostal tento nacistický ideolog za svojí roli v pokusu o vyhlazení židů 25 let, ale z Landsbergu byl propuštěn již v roce 1951. Nakonec ale zemřel ve svém rodném městě – Gerstettenu.

## Vyznamenání

### Z první světové
- Železný kříž, I. třídy
- Železný kříž, II. třídy
- Odznak za zranění stříbrný
- Řád Fridrichův, s meči
- Württemberská vojenská záslužná medaile ve zlatě
- Rytířský kříž Vojenského záslužného kříže

### Z druhé světové
- Rytířský kříž válečného záslužného kříže, s meči
- Německý kříž ve stříbře
- Spona k Železnému kříži II. třídy
- Spona k Železnému kříži I. třídy
- Záslužný kříž I. třídy s meči
- Záslužný kříž II. třídy s meči
- Záslužný kříž
- Čestný prsten SS
- Čestný meč SS
- Finský velitelský kříž Řádu bílé růže